# بامية مفروكة

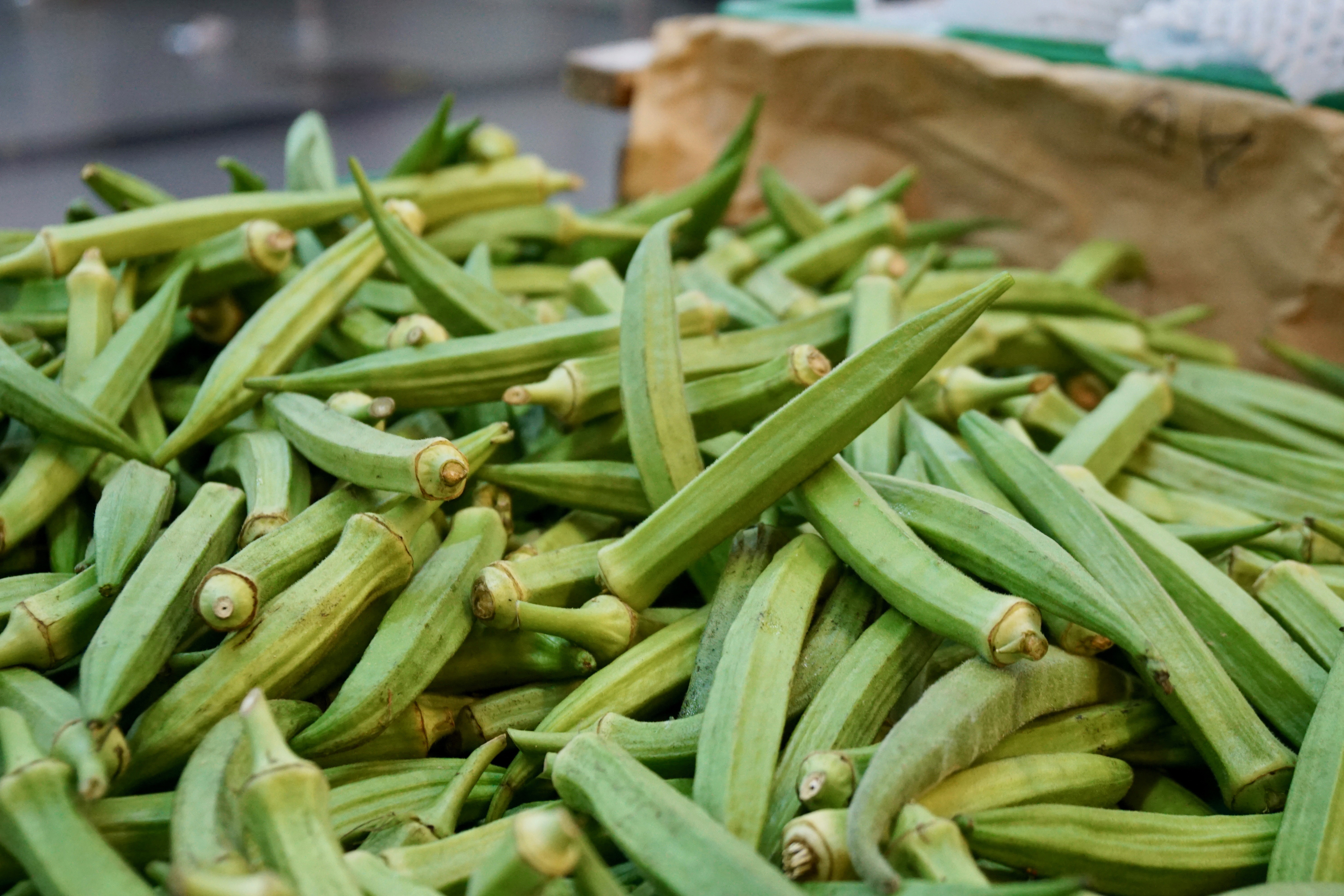
البامية الخضراء

البامية المفروكة أو مفروكة البامية وتسمى أيضا مُلاح البامية الخضراء أو الويكة اللينة وهي إحدى الأكلات الشعبية السودانية الشهيرة في نطاق واسع في السودان وتتكون من ثمار البامية الطازجة المضافة إلى مرق اللحم أو مرق الدجاج، وتسمى (مفروكة) لأنها يتم خلطها وسحقها بواسطة أداة سودانية معروفة تسمى (المفراكة) وهي أداة خشبية لها رأس يتم تدويره وتعمل بنفس طريقة الخلاط الكهربائي الحديث لكنها بسيطة ويدوية.

## نبذة

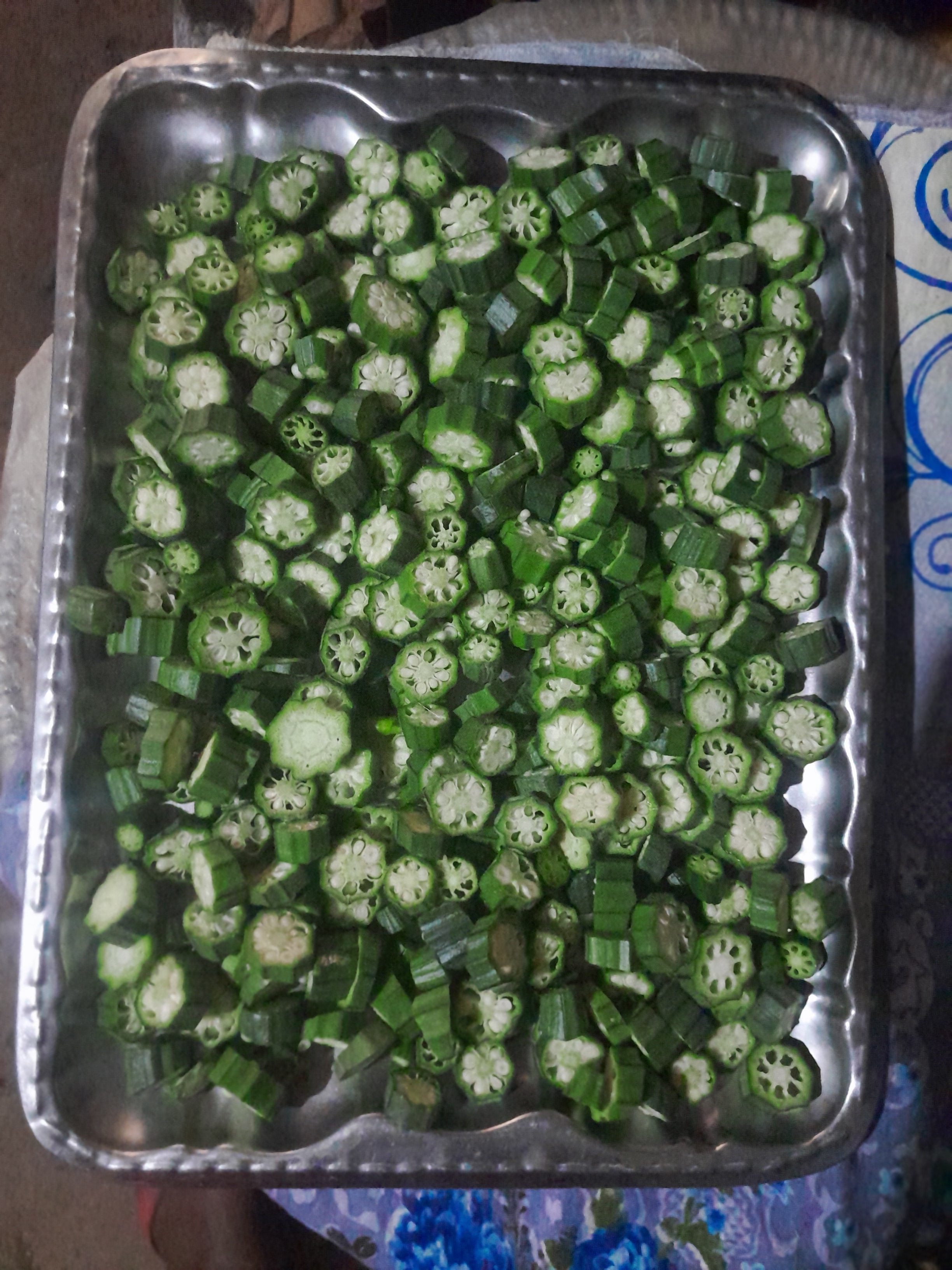
بامية مقطعة شرائح صغيرة

تعتبر البامية المفروكة من الأكلات المفيدة صحياً لأن ثمار البامية ملين طبيعي ومحاربة للإمساك وطريقة عملها بتقطيع ثمار البامية الحضراء الطازجة إلى شرائح أو حلقات رفيعة وتضاف لمرق اللحم أو الدجاج بعد ان يتم استخراج قطع اللحم أو الدجاج من المرق ومن ثم تركها حتى الغليان والنضج ويتم بعد ذلك عملية الفرك اليدوية بالمفراكة حتى تتحول إلى سائل لزج وتضاف البهارات: الملح والثوم والفلفل الأسود والكزبرة ومن ثم يتم إعادة قطع اللحم أو الدجاج مرة أخرى للخليط وحديثاً يتم عمل هذه العملية بالخلاط أو الخلاط اليدوي أو محضرة الطعام لكن يتمسك السودانيين بالطريقة الأصلية وهي الفرك بواسطة المفراكة كجزء من التراث السوداني.

## مكوناتها
- ثمار البامية الطازجة خضراء اللون
- مرق لحم أو مرق دجاج
- بهارات (ثوم،ملح، كزبرة، فلفل أسود)
- يضاف أحيانا الشبت الأخضر

## طريقة التقديم

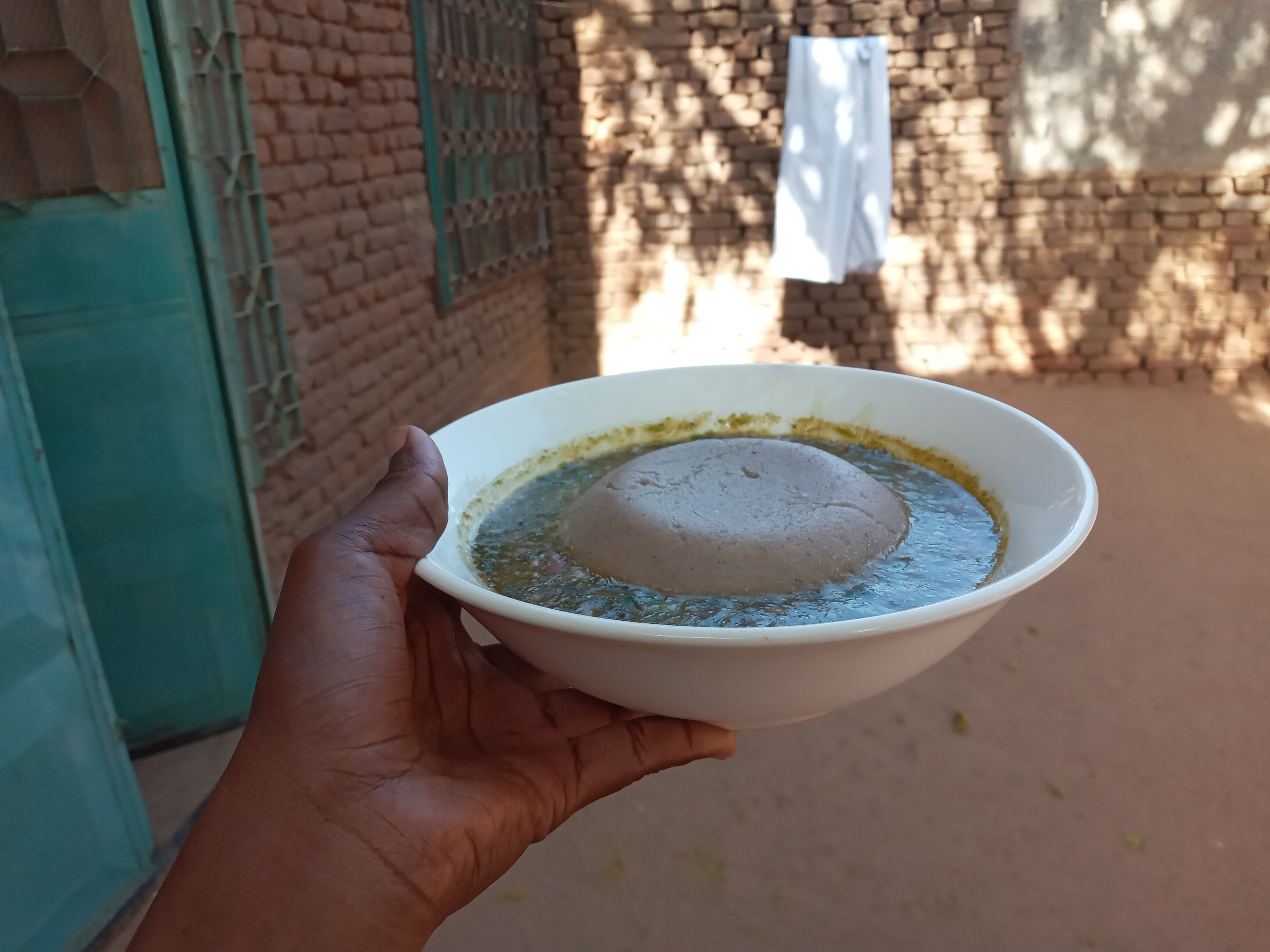
طبق بامية مفروكة بالعصيدة

تحتلف طريقة التقديم وأكل البامية المفروكة بإختلاف المناطق الجغرافية والتقاليد في السودان فنجد أنها شمالا تؤكل مع القُراصة المصنوعة من حبوب القمح الكامل وفي وسط السودان يتم أكلها مع الكِسرة وهي نوع من الخبز الرقيق المصنوع من دقيق الذرة بعد التخمير وفي مناطق في غرب السودان تضاف إلى البامية المفروكة العصيدة بمختلف أنواعها (الذرة، الدامرقة، الدخن) , هناك إضافات مختلفة ولمسات من منطقة إلى أخرى مثل إضافة ما يعرف بالقدحة ((الثوم المفروم المقلي)).
تقدم البامية المفروكة مع اللحم المحمر وسلطة الخضروات المتنوعة والشطة الخضراء ((الفلفل الأخضر)) أو الشطة الحمراء ((الفلفل الأحمر الحار)) مع الليمون.